# Sông băng Siachen
Sông băng Siachen hay sông băng Tích Á Cầm nằm ở phía đông dãy Karakoram thuộc dãy núi Himalaya tại tọa độ , ngay phía đông bắc của điểm NJ9842 nơi Line of Control giữa Ấn Độ và Pakistan kết thúc. Với 70 km chiều dài, đây là sông băng dài nhất ở Karakoram và dài thứ 2 trên thế giới không tính khu vực vùng cực. Đầu nguồn sông này ở độ cao 5.753m so với mực nước trên đèo Indira thuộc biên giới Trung Quốc và điểm cuối sông băng ở độ cao 3.620m.